# Ofelia ahogada

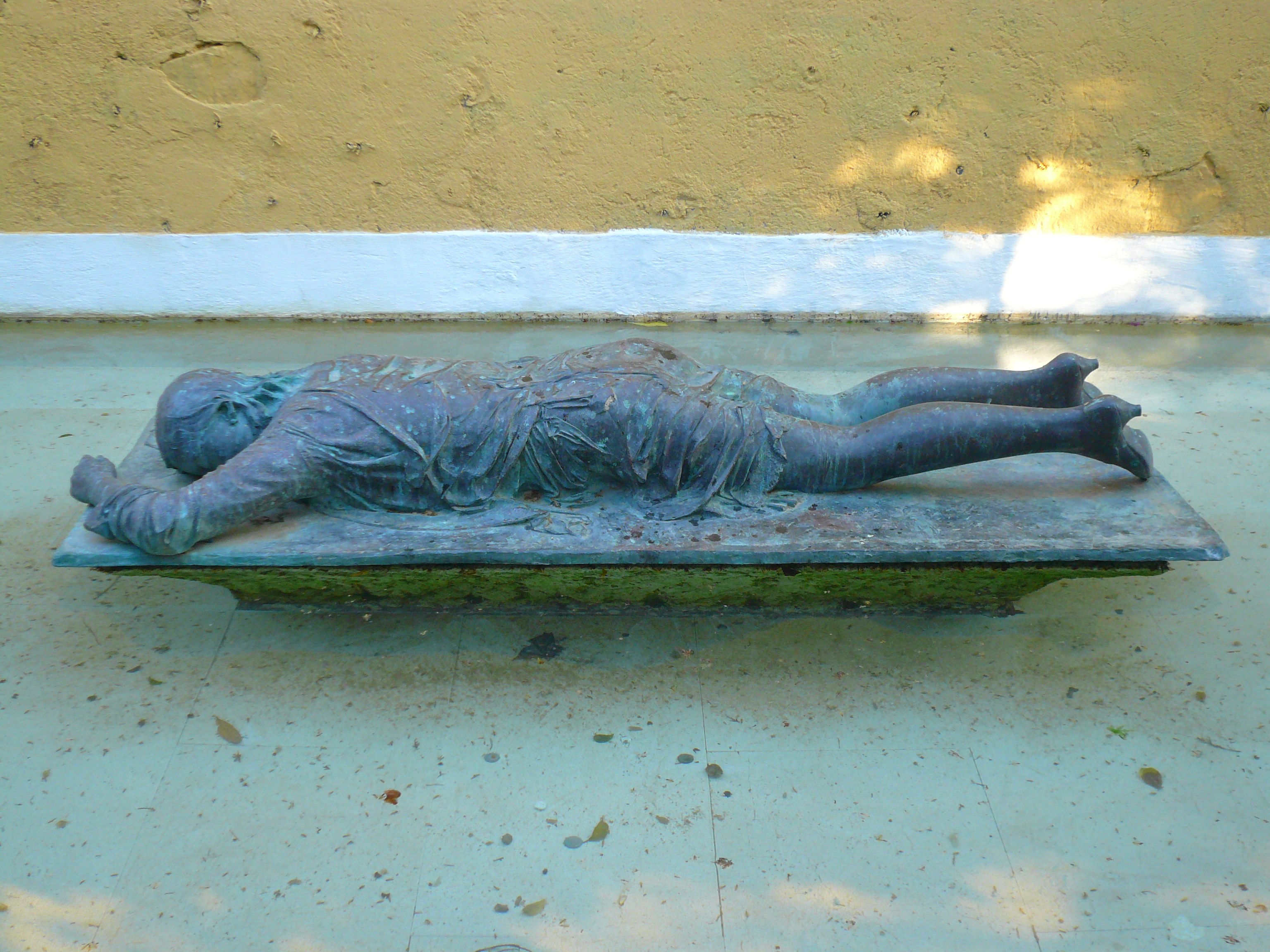
Ofelia ahogada, jardines de Villa Cecilia (1964).

Ofelia ahogada (en catalán: Ofèlia ofegada) es una escultura en bronce del artista madrileño Francisco López Hernández de 1964, situada en los jardines de Villa Cecilia de Barcelona (España) en 1986.
La escultura fue un encargada por los arquitectos Elías Torres y José Antonio Martínez Lapeña a Francisco López Hernández para ponerla dentro de unos de los canales que rodean los jardines de Villa Cecilia del distrito de Sarriá-San Gervasio de la ciudad condal. La escultura es una representación realista a tamaño natural de una mujer yaciendo sobre una base rectangular y rodeada por el flujo incesante de agua. La obra hace referencia al trágico final del personaje homónimo de la obra teatral Hamlet de William Shakespeare.